# Marcus Mann (labdarúgó)
Marcus Mann (Leonberg, 1984. március 14. –) német labdarúgó, az 1899 Hoffenheim II középpályása.